# If Only (пісня Андреа Бочеллі)
If Only — сингл англійського співака Андреа Бочеллі, опублікований 15 червня 2018 року як перший сингл із його шістнадцятого студійного альбому Sì. У ньому взяла участь англійська співачка Дуа Ліпа і випустила його 8 грудня 2018 року як другий сингл альбому, через звукозаписні лейбли Sugar і Decca.